# Lanestosa
Lanestosa è un comune spagnolo di 288 abitanti situato nella comunità autonoma dei Paesi Baschi.